# Vitali Jenenkov
Vitali Jenenkov   (Bakú, 1938) és un nedador àzeri, especialista en papallona, que va competir sota bandera soviètica durant la dècada de 1950.
En el seu palmarès destaca una medalla d'or en els 4x100 metres estils del Campionat d'Europa de natació de 1958, així com el campionat nacional soviètic dels 200 metres de 1958. Durant la seva carrera va establir un rècord d'Europa en els 4x100 metres estils (1958) i tres de soviètics en els 100 i 200 metres papallona (1958–1959).